# Договор об окончательном урегулировании в отношении Германии
Договор об окончательном урегулировании в отношении Германии (нем. Vertrag über die abschließende Regelung in bezug auf Deutschland, англ. Treaty on the Final Settlement with Respect to Germany, фр. Traité portant règlement définitif concernant l'Allemagne), также известен как «Договор „Два плюс четыре“», «Договор 2+4» (нем. Zwei-plus-Vier-Vertrag, англ. Two Plus Four Agreement, фр. Traité quatre plus deux, Traité deux plus quatre) — государственный договор, заключённый между Германской Демократической Республикой и Федеративной Республикой Германия, а также Францией, СССР, Великобританией и США в Москве 12 сентября 1990 года. Вступил в силу 15 марта 1991 года.

## Подготовка к подписанию
Договор об окончательном урегулировании в отношении Германии, также называемый Договором о суверенитете, стал результатом переговоров в формате «два плюс четыре», на которых обсуждались внешнеполитические аспекты объединения двух германских государств: государственные границы, принадлежность к внешнеполитическим блокам, численность вооружённых сил. Принципиальное решение о проведении такого рода переговоров было достигнуто на конференции по проблемам «открытого неба», проходившей в Оттаве 13 февраля 1990 года. Переговоры в формате «два плюс четыре» проходили в четыре раунда: 5 мая в Бонне, 22 июня в Берлине, 17 июля в Париже (с участием Польши) и 12 сентября в Москве.
До последнего момента исход переговоров в Москве оставался под вопросом. После того, как 10 сентября в ходе телефонного разговора, состоявшегося между президентом СССР М. С. Горбачёвым и федеральным канцлером Гельмутом Колем, вызывавший многочисленные разногласия срок вывода советских войск из ГДР был установлен на конец 1994 года, ход переговоров стали тормозить французская и британская стороны. Правительства обеих стран предполагали, что процесс объединения Германии затянется на более длительное время по вине советской стороны. Британское правительство предприняло последнюю попытку замедлить объединительный процесс, потребовав предоставить ей после объединения Германии право на проведение военных учений на территории бывшей ГДР. Советская сторона, как и ожидали в Великобритании, решительно отвергла это требование. В ходе переговоров в ночь с 11 на 12 сентября государственному секретарю США Джеймсу Бейкеру по просьбе его немецкого коллеги Ганса-Дитриха Геншера удалось убедить британскую сторону отказаться от своего требования.

«Соединенное Королевство Великобритании и Северной Ирландии, Соединенные Штаты Америки, Союз Советских Социалистических Республик и Французская Республика настоящим прекращают действие своих прав и ответственности в отношении Берлина и Германии в целом. В результате прекращают своё действие соответствующие связанные с ними четырёхсторонние соглашения, решения и практики, и распускаются все соответствующие институты четырёх держав.»— п. 1 статьи 7 Договора.
Договором об окончательном урегулировании в отношении Германии союзники по Второй мировой войне отказались от своих прав в отношении Германии. Поскольку Договор «Два плюс четыре» был ратифицирован всеми его сторонами лишь в 1991 году (последней ратификация договора прошла в Верховном Совете СССР 4 марта 1991 года), представители Великобритании, США, СССР и Франции выступили 2 октября 1990 года в Нью-Йорке с заявлением о приостановлении своих прав и обязанностей в отношении Берлина и Германии в целом с момента объединения Германии до вступления в силу Договора об окончательном урегулировании в отношении Германии.
Переговоры в формате «Два плюс четыре» вошли в историю как великолепный образец дипломатии: в самые короткие сроки сторонам удалось разрешить проблемы, существовавшие на протяжении целой исторической эпохи. Стоит отметить, однако, что это было достигнуто во многом в результате уступчивости руководства СССР того времени.

## Основные положения Договора «Два плюс четыре»

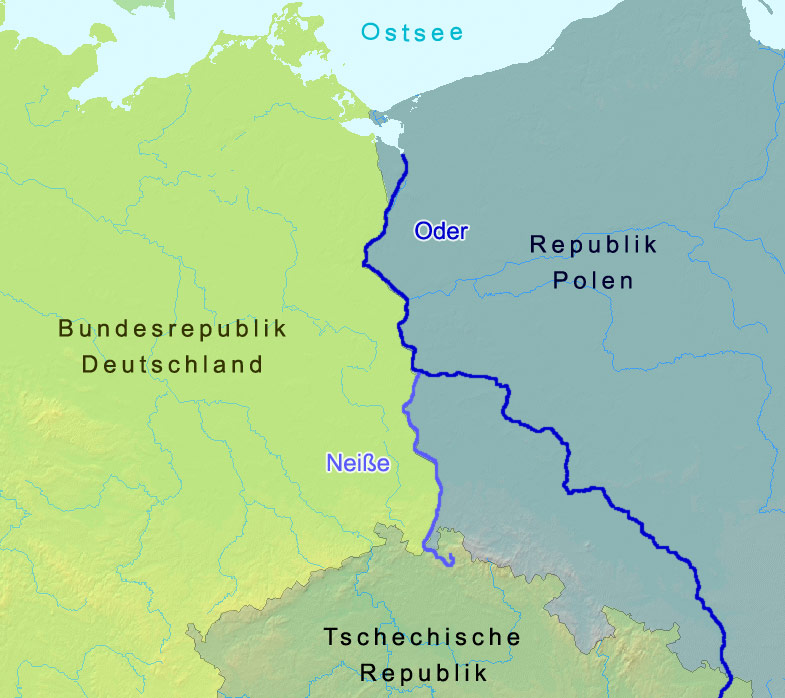
Граница по Одеру-Нейсе

Договор, состоящий из десяти статей, урегулировал внешнеполитические аспекты объединения Германии и фактически тем самым взял на себя роль мирного договора между Германией и державами-победительницами во Второй мировой войне, хотя стороны избегали такого определения. Его результатом стало восстановление немецкого единства и окончательного «полного суверенитета Германии над своими внутренними и внешними делами».
- Объединённая Германия включает территории Германской Демократической Республики, Федеративной Республики Германии и всего Берлина.
- Её внешними границами окончательно стали существовавшие на этот момент границы Германской Демократической Республики и Федеративной Республики Германии, что означает, что объединённая Германия не имеет никаких территориальных претензий к другим государствам и не будет выдвигать таких претензий и в будущем.
- Объединённая Германия подтверждает, что с немецкой земли будет исходить только мир, и отказывается от производства, владения и распоряжения ядерным, биологическим и химическим оружием.
- Вооружённые силы объединённой Германии в течение 3—4 лет сократятся до численности 370 000 человек.
- Вывод советских войск с территории бывшей ГДР будет завершён к концу 1994 года.
- Иностранные войска и ядерное оружие или его носители не будут размещаться и развёртываться на территории бывшей ГДР.
- Прекращается ответственность четырёх держав в отношении Берлина и Германии в целом и упраздняются все институты четырёх держав, связанные с разделением Германии.
- Объединённая Германия обретает полный суверенитет над своими внутренними и внешними делами.

«Правительства Германской Демократической Республики и Федеративной Республики Германии обеспечат, чтобы в основном законе объединенной Германии не содержалось каких-либо положений, противоречащих этим принципам.»— из п. 4 статьи 1 Договора.

## Проблемы договора
Договор об окончательном урегулировании в отношении Германии не был полноценным мирным договором держав-победительниц с Германией. 
Основной закон Германии сохранил также запрет на проведение референдумов по военно-политическим проблемам. Они были подтверждены специальным письмом канцлера Гельмута Коля от 12 сентября 1990 г. президенту СССР Михаилу Горбачёву и в заявлении канцлера ФРГ Гельмута Коля по поводу подписания Договора об окончательном урегулировании в отношении Германии.
В СМИ эти положения нередко используются для спекуляций в отношении границ между Германией и Польшей по Одеру-Нейсе. Хотя в договоре они были подтверждены как окончательные, полноценного мирного договора нет.
Дополнительной нотой устанавливалась незыблемость отношений собственности, установленных земельной реформой в ГДР.
Договор об окончательном урегулировании в отношении Германии подписали:
- от ФРГ — министр иностранных дел ФРГ Ганс-Дитрих Геншер,
- от ГДР — председатель Совета министров ГДР Лотар де Мезьер,
- от Франции — министр иностранных дел Франции Ролан Дюма,
- от СССР — министр иностранных дел СССР Эдуард Шеварднадзе,
- от Великобритании — министр иностранных дел Великобритании Дуглас Хёрд и
- от США — госсекретарь США Джеймс Бейкер.